# Sericoides castanea
Sericoides castanea är en skalbaggsart som beskrevs av Guérin-Méneville 1839. Sericoides castanea ingår i släktet Sericoides och familjen Melolonthidae. Inga underarter finns listade i Catalogue of Life.